# إيفان تيرنر
إيفان تيرنر (بالإنجليزية: Evan Turner) مواليد 27 أكتوبر 1988، هو لاعب كرة سلة أمريكي يلعب مع فريق بوسطن سيلتكس في الرابطة الوطنية لكرة السلة ويحمل الرقم 11. يبلغ طوله 6 قدم 7 بوصة (2.0 م).

## فرق لعب لها
- فيلادلفيا سفنتي سيكسرز
- إنديانا بايسرز
- بوسطن سيلتكس

## روابط خارجية
- إيفان تيرنر على موقع إن بي أي (الإنجليزية)
- إيفان تيرنر على موقع سبورتس رفرنس (الإنجليزية)
- إيفان تيرنر على موقع كرة السلة الأوروبية.كوم (الإنجليزية)
- إيفان تيرنر على موقع إي إس بي إن.كوم (الإنجليزية)
- إيفان تيرنر على موقع كلية كرة السلة في سبورتس رفرنس.كوم (الإنجليزية)
- إيفان تيرنر على موقع ريلجم (الإنجليزية)
- إيفان تيرنر على موقع بروبوليرز (الإنجليزية)